# Partit Verd (Txèquia)
El Partit Verd (txec Strana Zelených, SZ) és un partit polític de la República Txeca fundat el febrer de 1990 però que durant molt de temps va lluitar per a obtenir una influència significativa en la política txeca. Els conflictes i baralles internes sortien més als mitjans que el programa del partit i els seus canvis en el congrés de setembre de 2005. El nou cap i futur ministre de medi ambient Martin Bursík se centra molt més en els objectius polítics i la seva propagació en els mitjans de comunicació. Part de l'oposició interna van abandonar el partit i va tractar de fundar un nou partit polític.
El partit va obtenir un sol seient (Jaromír Štětina) al Senat (cambra alta del Parlament de la República Txeca). A les eleccions legislatives txeques de 2006 el partit va rebre el 6,3% dels vots i sis escons a la Cambra de Diputats. El Partit Verd ha format part de la coalició de govern, juntament amb el Partit Cívic Democràtic (ODS) i els demòcrata-cristians (KDU-CSL) des de gener de 2007.

## Resultats electorals

### Eleccions legislatives
| Any  | Líder                                                          | Vots                 | %                    | Escons               | Pos.                 | Govern               |                      |
| ---- | -------------------------------------------------------------- | -------------------- | -------------------- | -------------------- | -------------------- | -------------------- | -------------------- |
| 1990 | Jan Martin Ječmínek                                            | 295,844              | 4.1                  | 0 / 200              | 7è                   | Extraparlamentari    |                      |
| 1992 | František Trnka                                                | 421,988              | 6.52                 | 3 / 200              | 4t                   | Oposició             |                      |
| 1992 | Dins la Unió Social-Liberal, que va obtenir 16 escons en total |                      |                      |                      |                      |                      |                      |
| 1996 | No hi van participar                                           | No hi van participar | No hi van participar | No hi van participar | No hi van participar | No hi van participar | No hi van participar |
| 1998 | Emil Zeman                                                     | 67,143               | 1.12                 | 0 / 200              | 9è                   | Extraparlamentari    |                      |
| 2002 | Miroslav Rokos                                                 | 112,929              | 2.36                 | 0 / 200              | 6è                   | Extraparlamentari    |                      |
| 2006 | Martin Bursík                                                  | 336,487              | 6.29                 | 6 / 200              | 5è                   | Coalició             |                      |
| 2010 | Ondřej Liška                                                   | 127,831              | 2.44                 | 0 / 200              | 9è                   | Extraparlamentari    |                      |
| 2013 | Ondřej Liška                                                   | 159,025              | 3.19                 | 0 / 200              | 8è                   | Extraparlamentari    |                      |
| 2017 | Matěj Stropnický                                               | 74,335               | 1.46                 | 0 / 200              | 11è                  | Extraparlamentari    |                      |
| 2021 | Michal Berg Magdalena Davis                                    | 53,334               | 0.99                 | 0 / 200              | 10è                  | Extraparlamentari    |                      |

### Parlament Europeu
| Any  | Líder             | Vots                    | %                       | Escons | +/− | Grup |
| ---- | ----------------- | ----------------------- | ----------------------- | ------ | --- | ---- |
| 2004 |                   | 73,932                  | 3.16 (#7)               | 0 / 21 | Nou | −    |
| 2009 | Jan Dusík         | 48,621                  | 2.06 (#9)               | 0 / 21 | =   | −    |
| 2014 | Ondřej Liška      | 57,240                  | 3.78 (#9)               | 0 / 21 | =   | −    |
| 2019 | Jiří Pospíšil     | Coalició Z-STAN-TOP-LES | Coalició Z-STAN-TOP-LES | 0 / 21 | =   | −    |
| 2024 | Johanna Nejedlová | 46,127                  | 1.55 (#11)              | 0 / 21 | =   | −    |